# Ричардсон, Оуэн Уилланс
Сэр Оуэн Уилланс Ри́чардсон (англ. Owen Willans Richardson; 26 апреля 1879, Дьюсбери, Великобритания — 15 февраля 1959, Элтон, Великобритания) — английский физик, лауреат Нобелевской премии по физике в 1928 году «за работы по термионным исследованиям, и особенно за открытие закона, носящего его имя».
Член Лондонского королевского общества (1913).

## Биография
Оуэн Уилланс Ричардсон родился 26 апреля 1879 года в Дьюсбери (Англия) в семье Джошуа Генри и Шарлоты Марии Ричардсон. Учился в Школе грамматики Бэтли. Окончил Тринити-колледж в Кембридже в 1900 году с отличием по естественным наукам.
С 1906 по 1913 год являлся профессором в Принстонском университете.
В 1920 году получил от Королевского общества медаль Хьюза за работу по термионным явлениям, которые легли в основу вакуумных электронных ламп.
Также работал над явлением фотоэффекта, гиромагнитными эффектами, эмиссией электронов в химических реакциях, мягким рентгеновским излучением и спектром водорода.
Член Лондонского королевского общества (1913). Президент  Лондонского общества физиков (1926—1928).
В 1930 году учёный был награждён Королевской медалью Лондонского королевского общества. Посвящён в рыцари в 1933 году.
Сэр Оуэн Уилланс Ричардсон умер 15 февраля 1959 года в Элтоне (Великобритания).
Его племянником был физик Ричард Дэвиссон.

## Память
В 1979 году Международный астрономический союз присвоил имя Оуэна Уилланса Ричардсона кратеру на обратной стороне Луны.
Также его имя носит уравнение для определения плотности тока насыщения (уравнение Ричардсона-Дэшмана).